# Tramwaje w Segedynie

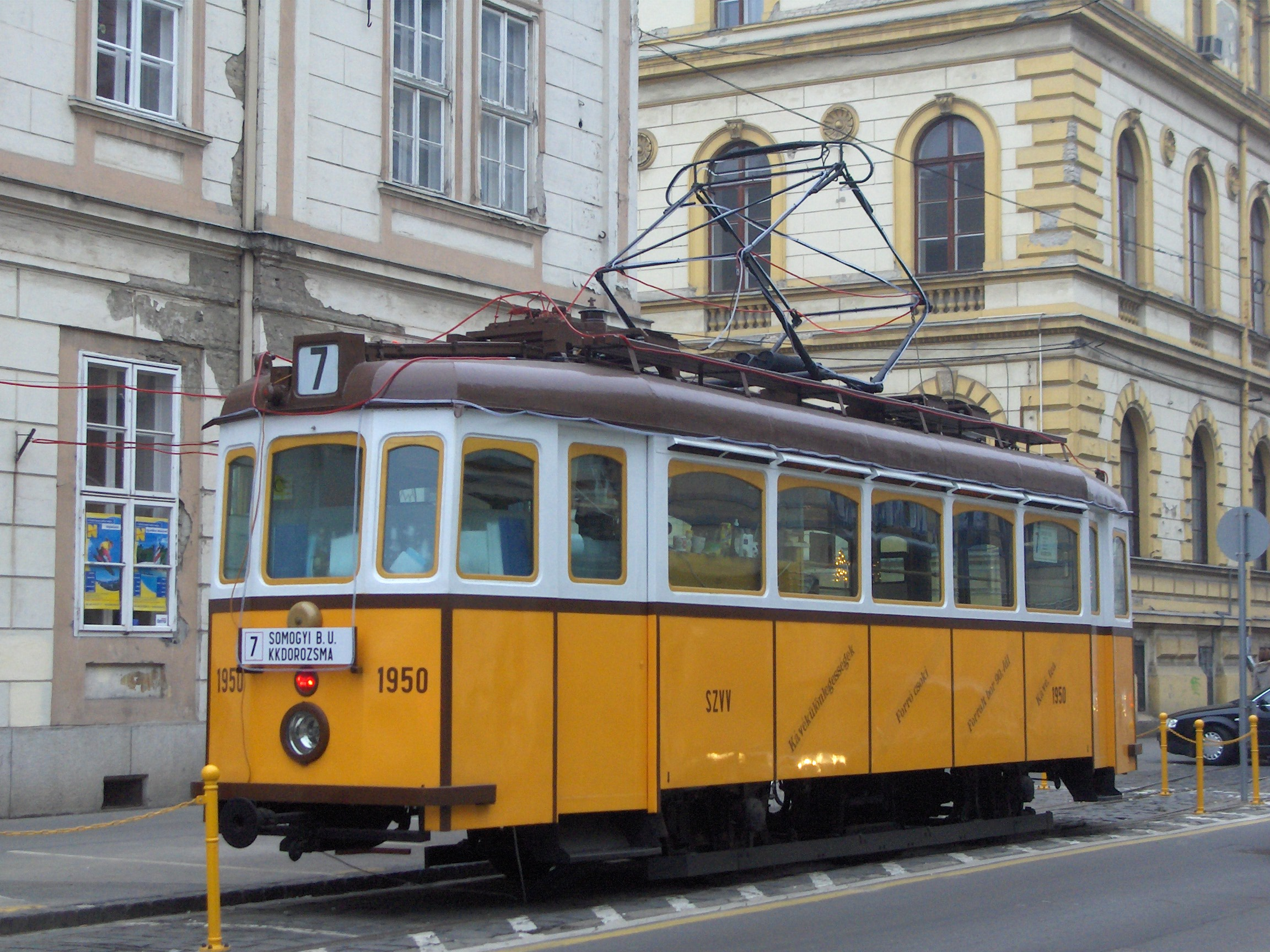
Zabytkowy tramwaj typu UV eksponowany na ulicach Segedyna

Tramwaje w Segedynie – system komunikacji tramwajowej działający w mieście Segedyn, na Węgrzech. Obejmuje również linię tramwaju dwusystemowego do Hódmezővásárhely.

## Historia
Pierwszy tramwaj ruszył na trasę 1 października 1908. Oprócz normalnego przewozu osób pracował także tramwaj towarowy. Podczas II wojny światowej przewoźnik został zmuszony zawiesić funkcjonowanie tramwajów z powodu zniszczeń infrastruktury. Po zakończeniu działań wojennych oraz remoncie uszkodzonej trakcji i torów tramwaje powróciły na ulice miasta.
W 1950 nastąpiła zmiana przewoźnika na Szegedi Villamos Vasút Vállalat (Segedyńskie Przedsiębiorstwo Tramwajowe), która od 1955, używa nazwy Szegedi Közlekedési Vállalat (Segedyńskie Przedsiębiorstwo Transportowe). Od tego czasu zaczęła ona zarządzać również transportem autobusowym w mieście. Najnowszymi tramwajami w Segedynie są tramwaje Tatra KT4 oraz Tatra T6A2. Wkrótce planowane jest sprowadzenie na segedyńskie tory tramwaju Pesa Swing produkowanego przez PESA Bydgoszcz. Ma zostać dostarczonych 9 wagonów.
Nowe tramwaje mają pojawić się na nowo wyremontowanej linii nr 3 o długości 2,4 km, którą oddano do ruchu na początku 2011. W czasie remontu wymieniono sieć trakcyjną oraz tory, na długości ok. 700 m dobudowano drugi tor. Koszt tej inwestycji wyniósł 29,5 mld forintów. Pierwszy tramwaj 120Na został zaprezentowany 5 października 2011.
Pod koniec listopada 2021 ruszył tramwaj dwusystemowy z wykorzystaniem linii kolejowej nr 135 Szeged – Békéscsaba do Hódmezővásárhely.

## Tabor
W Segedynie eksploatowane są następujące typy tramwajów:
| Ilustracja | Typ          | Liczba | Numeracja |
| ---------- | ------------ | ------ | --------- |
|            | Tatra T6A2H  | 13     | 900-912   |
|            | Tatra B6A2   | 4      | 950-953   |
|            | Tatra KT4DME | 18     | 200-217   |
|            | Pesa 120Nb   | 9      | 100-108   |

## Linie
Stan z 17 grudnia 2019 r.
| Linia | Trasa | Długość | Czas przejazdu | Przystanki |
| ----- | --- | ------- | -------------- | ---------- |
|       | Szeged Plaza ↔ Szeged pu. Pulz utca – Kossuth Lajos sugárút – Széchenyi tér – Kelemen utca – Zrínyi utca – Boldogasszony sugárút – Bem utca – Gőz utca                                             | 4,4 km  | 15 min         | 14         |
|       | Európa liget ↔ Szeged pu. Csongrádi sugárút – Rókusi körút – Kossuth Lajos sugárút – Széchenyi tér – Kelemen László utca – Zrínyi utca – Boldogasszony sugárút – Bem utca – Gőz utca – Indóház tér | 4,8 km  | 18–19 min      | 17         |
|       | Tarján ↔ Vadaspark József Attila sugárút – Tisza Lajos körút – Dugonics tér – Kálvária sugárút | 5,9 km  | 16–17 min      | 16         |
|       | Tarján ↔ Fonógyári út József Attila sugárút – Tisza Lajos körút – Dugonics tér – Kálvária sugárút – Bajai út – Fonógyári út                                                                        | 7,8     | 22–23 min      | 20         |
|       | Tarján ↔ Kecskés József Attila sugárút – Tisza Lajos körút – Dugonics tér – Petőfi Sándor sugárút – Szabadkai út                                                                                   | 6,2 km  | 17 min         | 16         |